# Хајланд (Илиноис)
Хајланд (енгл. Highland) град је у америчкој савезној држави Илиноис. По попису становништва из 2010. у њему је живело 9.919 становника.

## Демографија
Према попису становништва из 2010. у граду је живело 9.919 становника, што је 1.481 (17,6%) становника више него 2000. године.
| Група             | 2000.         | 2010.         |
| Белци             | 8.229 (97,5%) | 9.542 (96,2%) |
| Афроамериканци    | 7 (0,1%)      | 21 (0,2%)     |
| Азијати           | 41 (0,5%)     | 89 (0,9%)     |
| Хиспаноамериканци | 111 (1,3%)    | 138 (1,4%)    |
| Укупно            | 8.438         | 9.919         |